# 亞馬遜枯葉蜥
亞馬遜枯葉蜥（學名：Stenocercus fimbriatus），又稱做西部枯葉蜥，是新熱帶地蜥科的一種鬣蜥。牠們被發現於巴西與秘魯的亞馬遜叢林森林底層的落葉堆中。